# Leon de Wolff

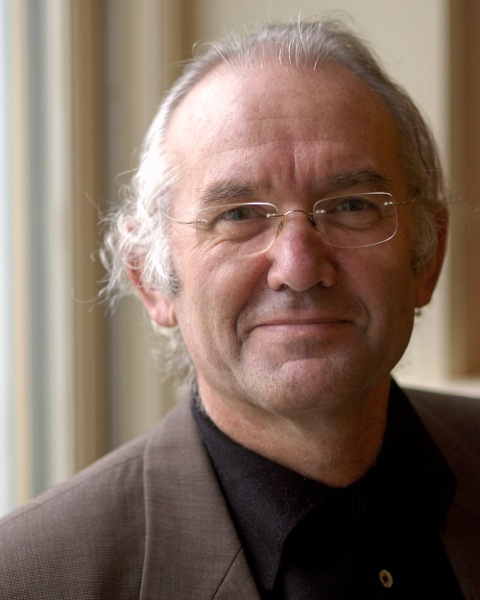
Leon de Wolff. Foto: Dirk Brand

Leon de Wolff (Rotterdam, 26 september 1948 – Epse, 3 januari 2014) was een Nederlands journalist, mediaconsultant en onderzoeker. Hij ontwikkelde een methode om journalistieke producten te classificeren en te verbeteren. Hij adviseerde redacties en uitgevers van kranten en weekbladen in Nederland en België.

## Opleiding
De Wolff haalde in de jaren zestig aan de International School in Jeruzalem het diploma dat hem toegang gaf tot de Mathenesser HBS in Rotterdam waar hij in 1970 eindexamen deed. Vervolgens studeerde hij bedrijfssociologie en bedrijfskunde aan de Erasmus Universiteit in Rotterdam waar hij in 1976 cum laude afstudeerde. In 2012 promoveerde hij aan dezelfde universiteit bij Henri Beunders op een onderzoek naar de loyaliteit van abonnees aan hun krant.

## Loopbaan
Leon de Wolff bekleedde verschillende journalistieke functies bij onder meer NRC Handelsblad (1972-1977), Haagse Post (1977-1983) en FEM Business (1984-1987). Vanaf 1987 leidde hij een eigen bureau dat zich specialiseerde in onderzoek, advies en training. Door de ziekte MSA moest hij een groot deel van zijn werkzaamheden staken.

## Praktijkgericht onderzoek en advieswerk
Als mediaconsultant en onderzoeker hield De Wolff zich bezig met de vraag wat een krant voor een lezer aantrekkelijk maakt. Om discussies hierover op redacties van een kader te voorzien definieerde hij zeven functies die de inhoud voor abonnees kan hebben, en zes perspectieven. De verschillende combinaties van functies en perspectieven vormen tezamen een matrix waarin elke positie een ander type inhoud oplevert. Volgens De Wolff wordt de journalistieke inhoud (content) sterker naarmate de journalist beter voor ogen heeft welke journalistieke functie en welk perspectief hij wil toepassen. Omgekeerd ziet hij zwakke journalistieke inhoud als het resultaat van een vermenging van functies en perspectieven. Het toepassen van zijn matrix kan journalisten helpen om niet vanuit hun eigen belevingswereld te schrijven maar vanuit de wereld van hun lezer.
Toen door de opkomst van het internet de aantallen abonnees op kranten en weekbladen sterk begonnen te verminderen, werd De Wolff door redacties en uitgevers te hulp geroepen. Volgens de Wolff bestaat de ideale krant uit 25% inzicht, 20% overzicht, 10 tot 20% adviezen en tips, 10% oordeel en 20% kale feiten. Kern van zijn adviezen was steeds om abonnees en lezers in hun behoeften en belangstelling te raken.
Zijn denkbeelden over een 'compacte krant', 'focus' en 'publiekgerichte journalistiek' werden door veel redacties geheel of gedeeltelijk overgenomen. Zijn analysemodel van hoe journalistieke keuzes worden gemaakt en hoe redacties daarover discussiëren wordt nog veel gebruikt. Ook wordt het model nog steeds gebruikt voor de analyse van journalistieke inhoud.
Leon de Wolff is van grote invloed geweest op de Nederlandse journalistiek. Met de door hem ontwikkelde methode voor publieksgerichte journalistiek kregen redacties nieuwe handvatten om hun formules aan te scherpen en betere stukken te schrijven. Het uitgangspunt daarbij is niet in welke vorm een artikel wordt geschreven (interview, reportage, analyse), maar wat de functie ervan is voor de lezer (inzicht verschaffen, overzicht geven, opinie vormen).
Zijn aanpak leverde de Wolff zowel lof als kritiek op. Zijn aanhangers zien zijn methode als een goede manier om beter te schrijven. Volgens critici is het een manier om lezers naar de mond te praten. De Wolffs boek De krant was Koning (2005) werd kritisch besproken. Zo verweet Max Pam "bladendokter De Wolff" dat hij journalisten voorschreef hun oor naar de lezers te laten hangen. Hubert Smeets verweet hem "Consumentenfetisjisme". En John Jansen van Galen schreef in zijn bespreking: "Daar komt bij dat De Wolff de gedrevenheid heeft van een prediker die zijn preken kracht bijzet door van anderen een karikatuur te maken. Degenen die zich tegen zijn opvattingen verzetten, verschijnen onveranderlijk ten tonele in de gedaante van ongeneeslijke romantici, wereldvreemde kunstenaars, navelstaarders of als journalist vermomde politici, maar niet als journalisten. Om bij hem voor die aanduiding in aanmerking te komen moet je 'publieksgericht' zijn."

## Onderscheiding
Leon de Wolff kreeg in 2007 een LOF40 prijs van het Lucas-Ooms Fonds wegens zijn verdiensten voor het tijdschriftenvak.

## Hoofdstukken en artikelen
- 2006/2007 · Van genre naar centrale vraag, in: De toekomst van de journalistiek, Boom 2006/2007
- 2005 · De weerstand van het ancien régime. Marketing Tribune, 25 januari 2005
- 1987 · De transformatie van het grijze circuit in: Janssen e.a. Externe adviesorganen in de gezondheidszorg, Lochem ISBN 9035211979
- 1984 · Overheid en maatschappelijke organisaties: van corporatisme naar étatisme, in: De Beus en Van Doorn. De Interventiestaat, Meppel ISBN 9060095588
- 1984 · De Prijs voor Gezondheid, het Centraal Orgaan Ziekenhuistarieven 1965-1982, Baarn,1984
- 1982 · Arbeidsvoorwaarden en decentralisatie in: J. W. de Beus en L. J. de Wolff - Themanummer Beleid & maatschappij, jrg. 9, 3-4 (maart-april).
- 1981 · The changing logic of public policy in: Managing the unmanagable, Delft.
- 1979 · Sociaal-democratie en neo-corporatisme, in Jan Bank e.a. Het eerste jaarboek voor het democratisch socialisme,1979
- 1978 · De institutionalisering van het herstructureringsbeleid in: A.W.M Teulings, Herstructurering van de industrie, Alphen a d Rijn,